# Projet pédagogique
 (août 2024).
Si vous disposez d'ouvrages ou d'articles de référence ou si vous connaissez des sites web de qualité traitant du thème abordé ici, merci de compléter l'article en donnant les références utiles à sa vérifiabilité et en les liant à la section « Notes et références ».
Le projet pédagogique (fonctionnement d'une structure) est une notion d'abord développée et utilisée par et pour les lieux accueillant des enfants et impliqués dans l'éducation ou la pédagogie (de la crèche à l'université).
Mais cette notion peut aujourd'hui être étendue aux universités populaires, à l'individu autodidacte, et aux personnes âgées via l'université du temps libre par exemple. Celui-ci est élaboré par le directeur d'accueil collectif de mineurs, par exemple en Accueil Collectif de Mineur. 

## Description
Un projet pédagogique est généralement élaboré à l'échelle d'une structure (école, crèche, accueils de loisirs, accueil collectif de mineurs, classe d'université, collège ou lycée...).
Il peut se traduire et décliner en plans de fonctionnement, d'organisation d'une structure, d'action éducative, de projets annuels, thématiques, coopératifs, collaboratifs, ouverts sur d'autres pays et cultures...
Il peut éventuellement s'appuyer sur des intervenants extérieurs (dans les limites autorisées par les ministères et lois concernant l'éducation, par exemple sans prosélytisme en France).

## Encrèche collective
Un projet pédagogique fixe les orientations d'une crèche (ou multi-accueil). Il est spécifique à chaque établissement et doit être mis à disposition des familles. Rédigé par l'ensemble de l'équipe, sur la base du projet éducatif, il n'est pas exhaustif et doit faire l'objet d'une constante réflexion.
L'éducatrice de jeunes enfants ou l'infirmière puéricultrice est garante du projet éducatif et pédagogique.

## En accueil collectif de mineurs
À partir du cadre fixé par le projet éducatif, le directeur de l'accueil de mineurs élabore le projet pédagogique de fonctionnement. Ce document est spécifique aux caractéristiques de chaque accueil et résulte d'une préparation collective. Il traduit l'engagement d'une équipe pédagogique dans un temps et un cadre donné. 
« La personne qui assure la direction [...] met en œuvre le projet éducatif [...] dans les conditions qu'il définit dans un document, élaboré en concertation avec les personnes qui assurent l'animation de cet accueil ».
Bien qu'il n'y ait pas de schéma type pour le projet pédagogique d'un accueil collectif de mineurs, que doit élaborer, mettre en place et rédiger un directeur en accueil collectif de mineurs, le projet pédagogique doit règlementairement prendre en considération l'âge des mineurs accueillis, et notamment :
- La nature des activités proposées en fonction des modalités d'accueil, et, lorsqu'il s'agit d'activités physiques ou sportives, les conditions dans lesquelles celles-ci sont mises en œuvre ;
- La répartition des temps respectifs d'activité et de repos ;
- Les modalités de participation des mineurs ;
- Le cas échéant, les mesures envisagées pour les mineurs atteints de troubles de la santé ou de handicaps ;
- Les modalités de fonctionnement de l'équipe constituée du directeur, des animateurs et de ceux qui participent à l'accueil des mineurs ;
- Les modalités d'évaluation de l'accueil ;
- Les caractéristiques des locaux et des espaces utilisés.

Ces exigences rapprochent le document de la méthodologie de projet puisqu'il faut prendre en compte son public (diagnostic ?), les modalités de participation des mineurs (objectifs ?), les modalités de fonctionnement de l'équipe (moyens ?) et les modalités d'évaluation.
Le projet éducatif dont il est fait référence dans le texte de loi est un document produit par l'organisateur de l'accueil. Le directeur de l'accueil est chargé de le mettre en œuvre en rédigeant un projet pédagogique en référence au projet éducatif.
Le projet d'animation et le projet d'activités est l'outil utilisé par les animateurs pour mettre en œuvre le projet pédagogique.
Le projet pédagogique doit être transmis aux familles. Il n'est pas dit que le document doit être transmis tel quel. Il appartient au directeur de choisir un mode de communication adapté (flyer, réunion publique...) lui permettant de rendre le projet pédagogique accessible aux familles.